# Jezero (Marskrater)
Der Jezero-Krater befindet sich auf der nördlichen Halbkugel des Planeten Mars in der Syrtis-Major-Hochebene. Er hat einen Durchmesser von 48 km und entstand seinerzeit durch einen Meteoriteneinschlag. Dieser schleuderte Schichtsilikate bzw. Phyllosilikate auf die Oberfläche des Planeten; sie sind noch heute vorhanden. Im Untergrund bildeten sich bei 100–200 °C zahlreiche Tonminerale, was nur in der Gegenwart von Wasser möglich ist.
Die Existenz des Jezero-Kratersees wird der Zeit vor rund 4 Milliarden Jahren zugeordnet. Sein Einzugsgebiet umfasste rund 15.000 km², und seine Zuflüsse führten ihm zahlreiche Schwebstoffe zu. Durch die Ablagerung des Materials entstanden breite Ebenen, die als Deltas interpretiert werden. Der Kratersee umfasste rund 500 km² und enthielt auch einen Abfluss, der Ablagerungen von Sedimenten hinterließ. Vor 3,8 Milliarden Jahren existierten wahrscheinlich noch offene Wasserflächen.
Der Krater wurde 2007 von der IAU nach dem Ort Jezero in Bosnien und Herzegowina benannt, wobei „Jezero“ auf Bosnisch und in anderen slawischen Sprachen „See“ bedeutet.
Am 18. Februar 2021 landete der NASA-Rover Perseverance im Jezero-Krater.

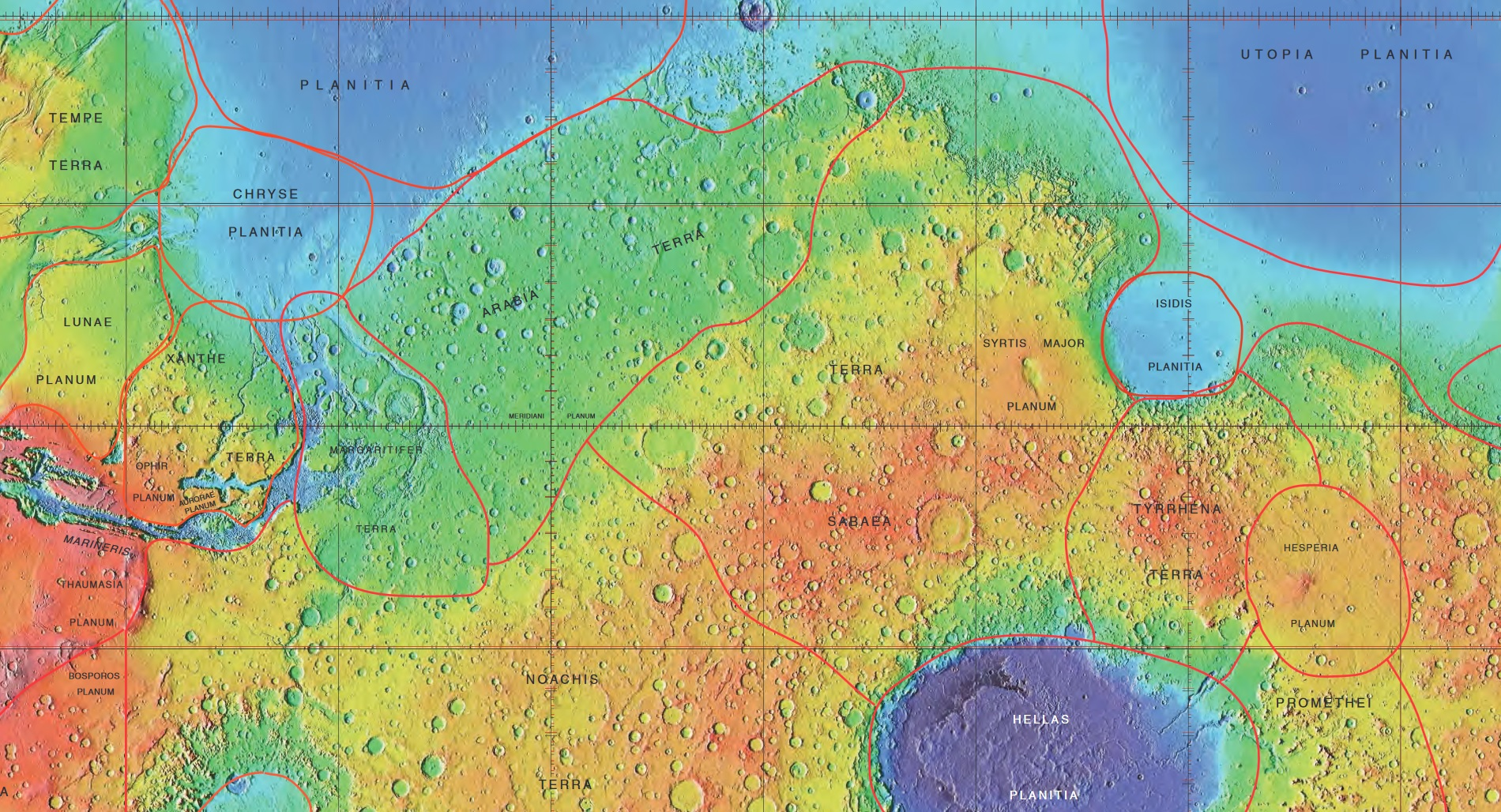
Rechts oben befindet sich Utopia Planitia, am Rand Isidis Planitia
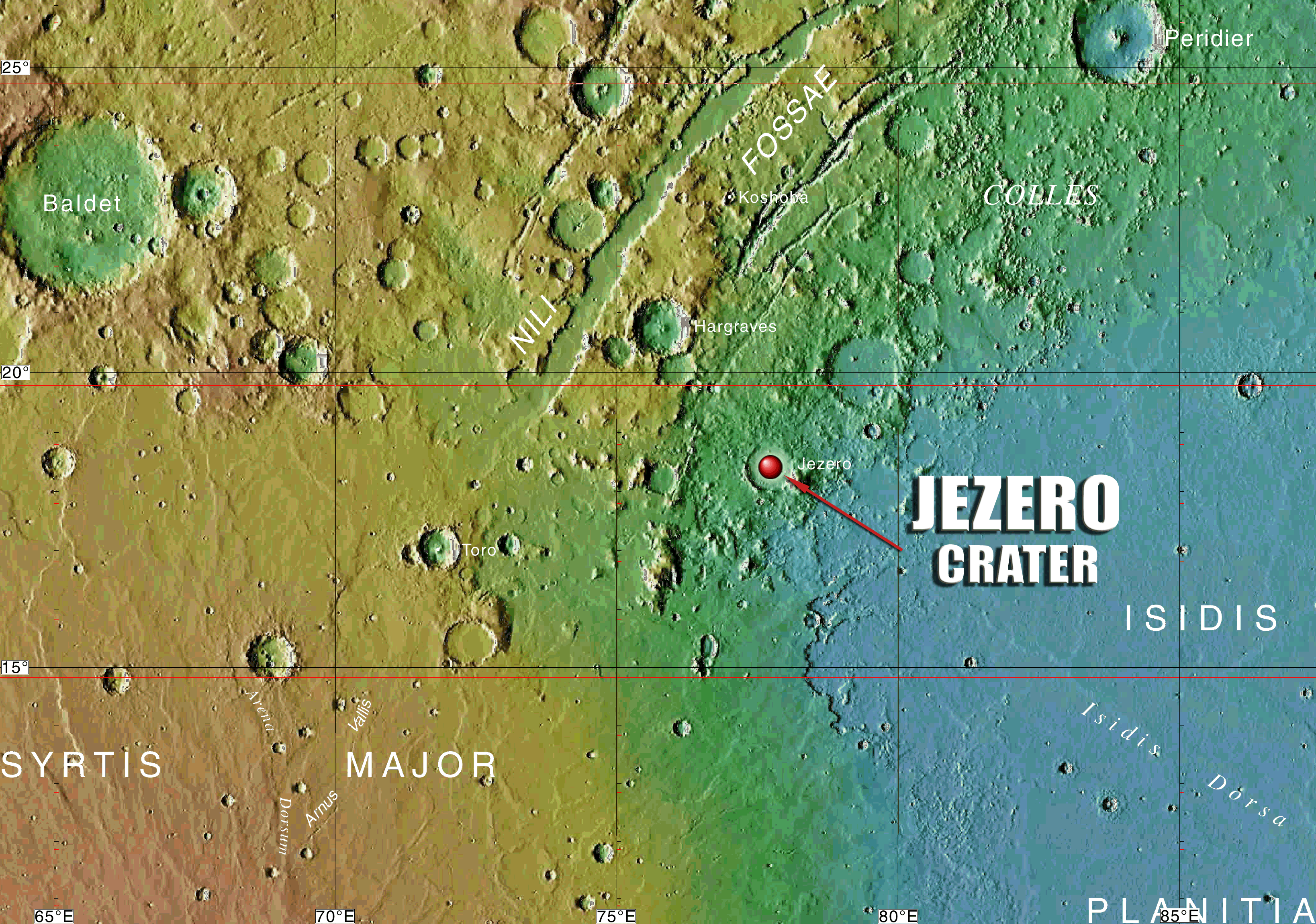
Am Rand von Isidis Planitia befindet sich der Jezerokrater.
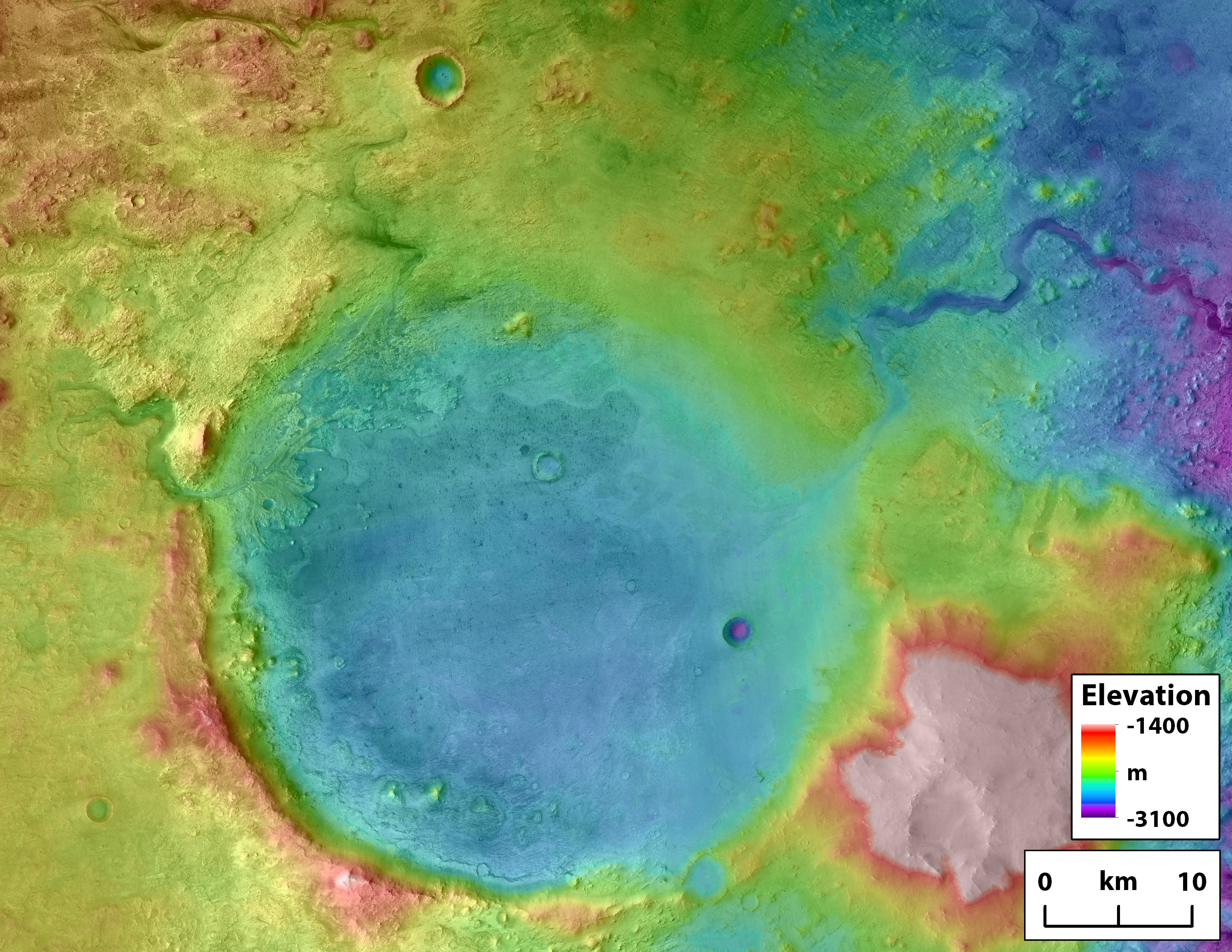
Der Jezerokrater
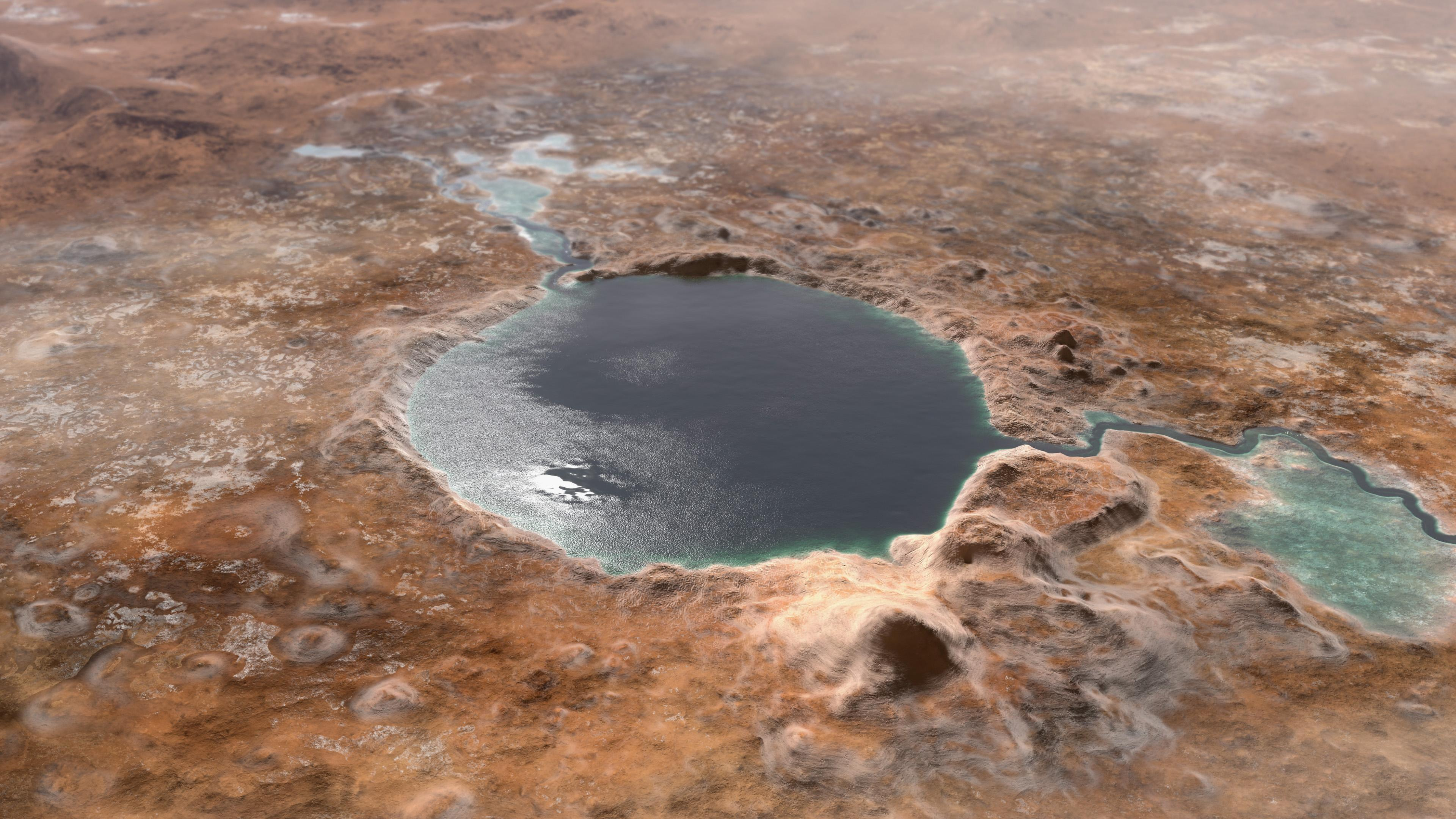
Modelldarstellung, wie der Krater in der fernen Vergangenheit des Planeten Mars existiert haben könnte
- Video: Flug um den Jezero-Krater in Höhe eines umlaufenden Satelliten